# ロッキングチェア

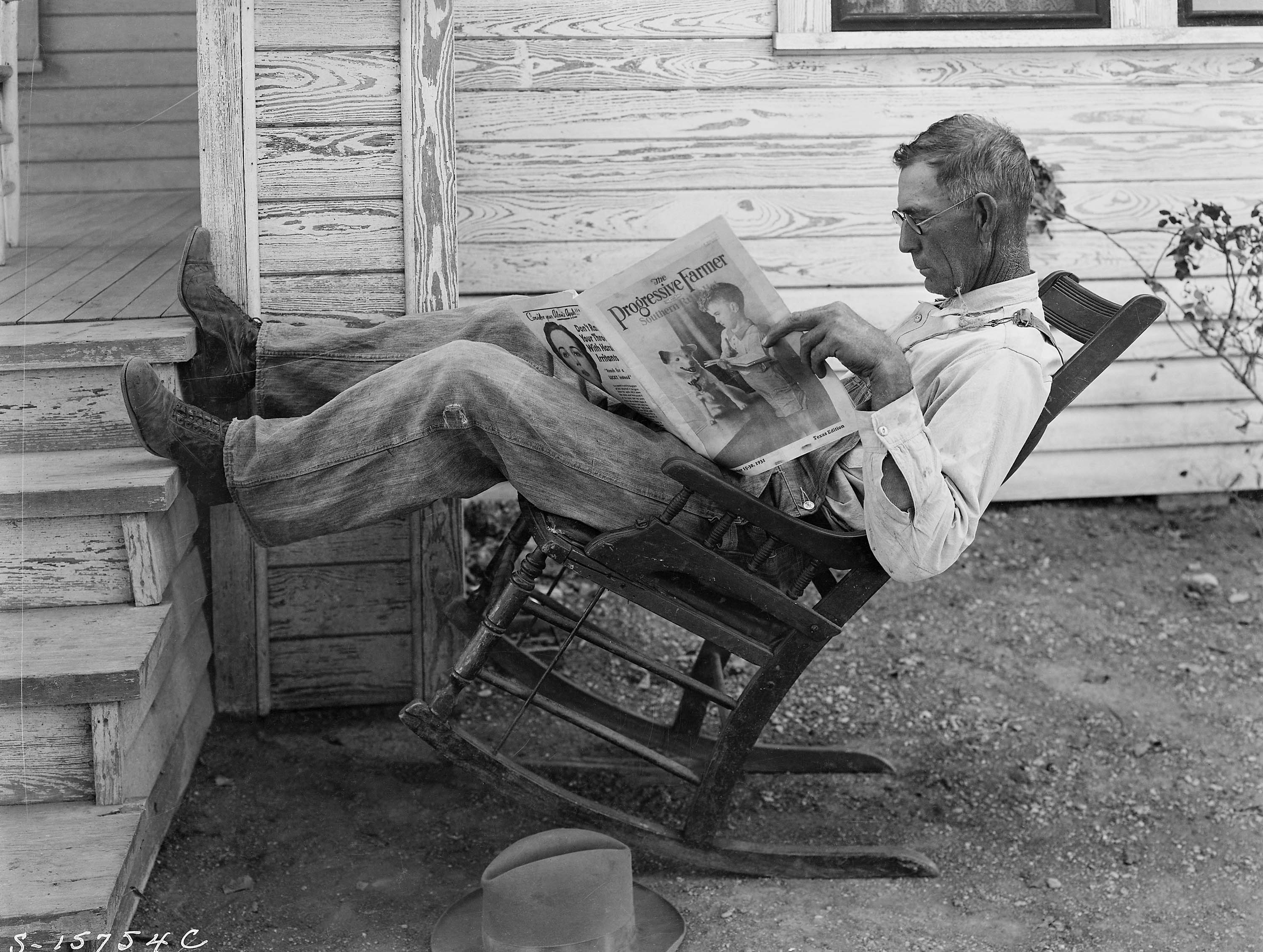
ロッキングチェアに座る農夫。1931年

ロッキングチェア（英語: rocking chair, rocker）とは椅子の一種で、椅子の脚の下に、カーブをつけた板（伝統的には木の板や棒だが、近代に入り金属棒も用いられるようになった）が二本取り付けられているもの。板のうち一つは椅子の左側の前後の脚に、もう一つの板は右側の前後の脚に取り付けられており、前脚と後脚の先を、下から覆うように取り付けられている。揺り椅子（ゆりいす）とも。

## 特徴

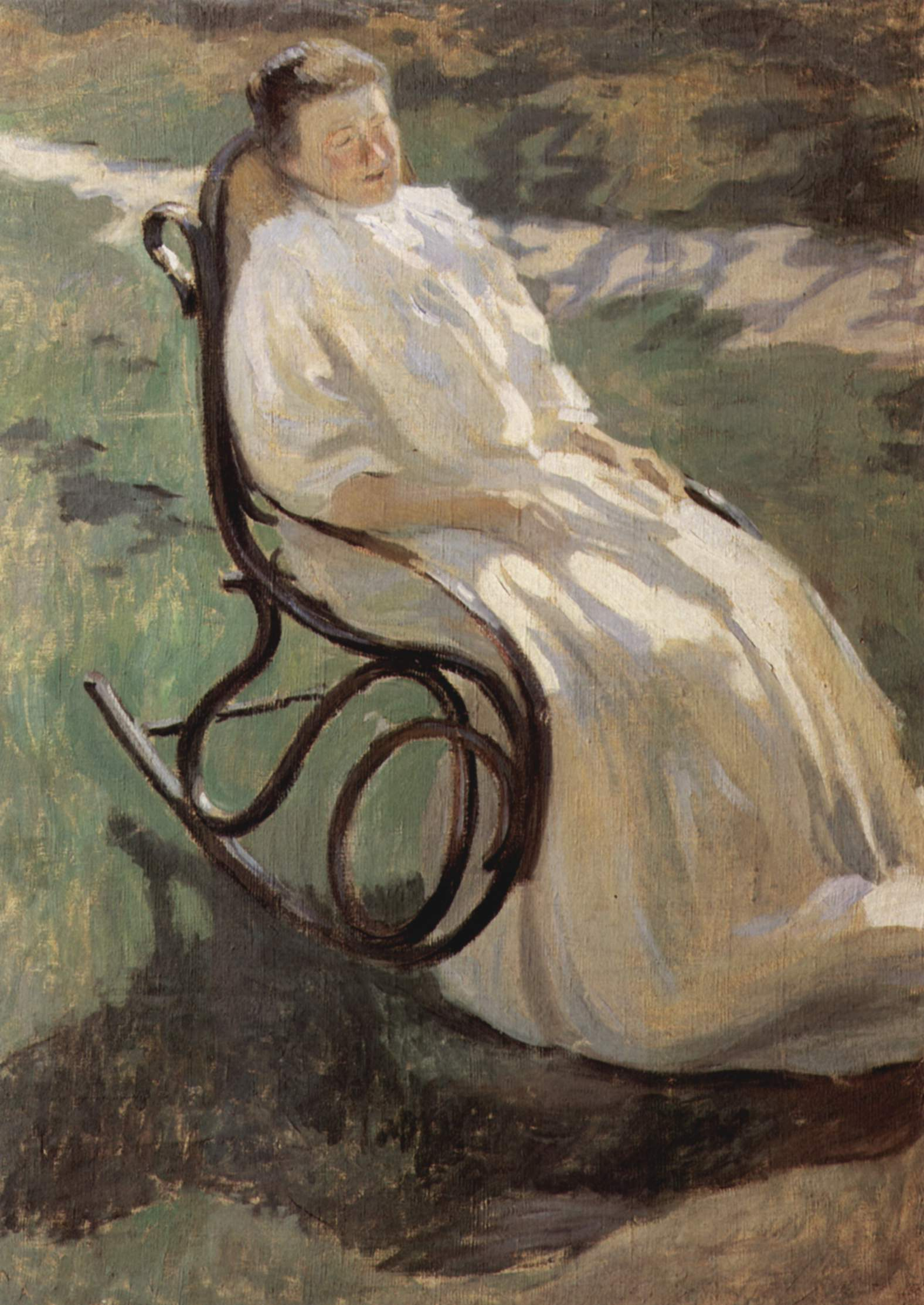
ロッキングチェアに座る女性。（ロシアの画家ヴィクトル・ボリソフ＝ムサトフによる、1897年）

通常4か所で床に接する椅子とは違い、ロッキングチェアは床には2点でしか接していない。これにより、座る者は、身体や足を揺らして身体の重心を前後させることにより、椅子を前後に揺らすことができる。ゆっくりとやさしく揺れるため、ロッキングチェアは優美な椅子とみなされている。座る者にとってもロッキングチェアには効用がある。もし揺らさず座った場合でも、椅子は身体の重心が釣り合う所まで後ろへと自然に傾く。このため、座る者にとってストレスの少ない位置や角度で座ることができる。

## 種類
ロッキングチェアには様々な種類がある。「プラットフォーム・ロッカー」（platform rockers）は、床には4つの脚で安定して接しているが、脚の上が台になっていて、その上にロッキングチェア状の椅子が載っており、ばねなどの力で椅子が前後に揺れるようになっているものである。椅子が直接床の上で前後に揺れて、床を傷つけたり床で音を立てたりすることがないという利点がある。また「グライダー・チェア」（glider chair, glider rockers, gliders）という、座面が前後に動く機構を組み込んだ椅子もある。

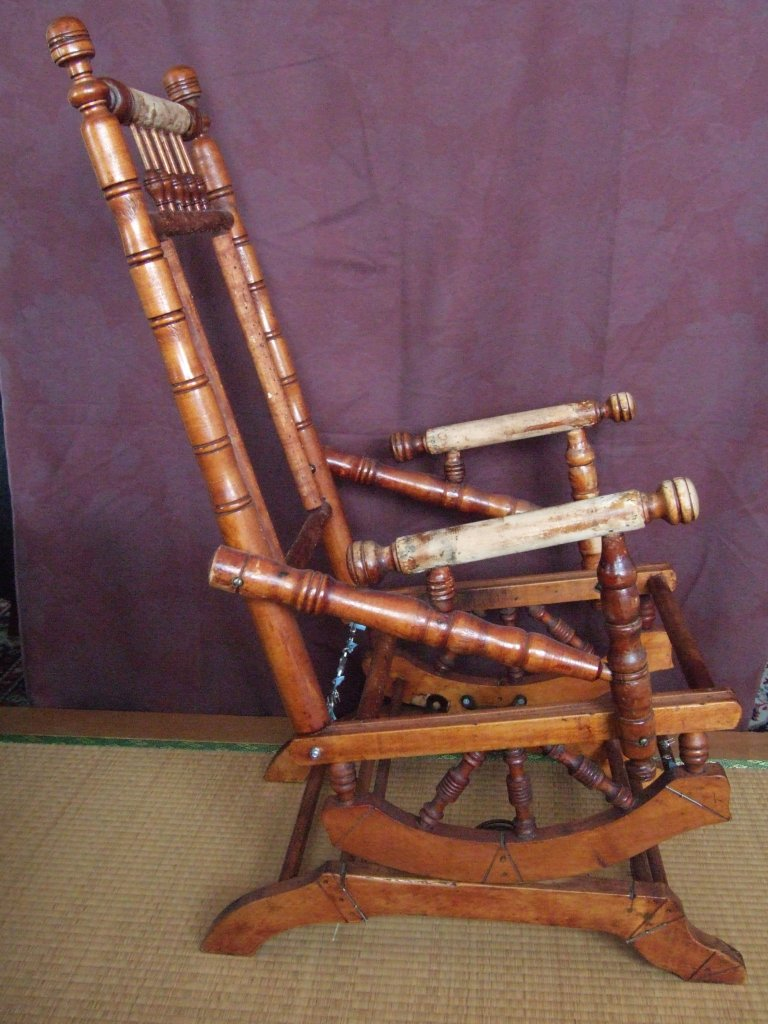
プラットフォーム・ロッカー
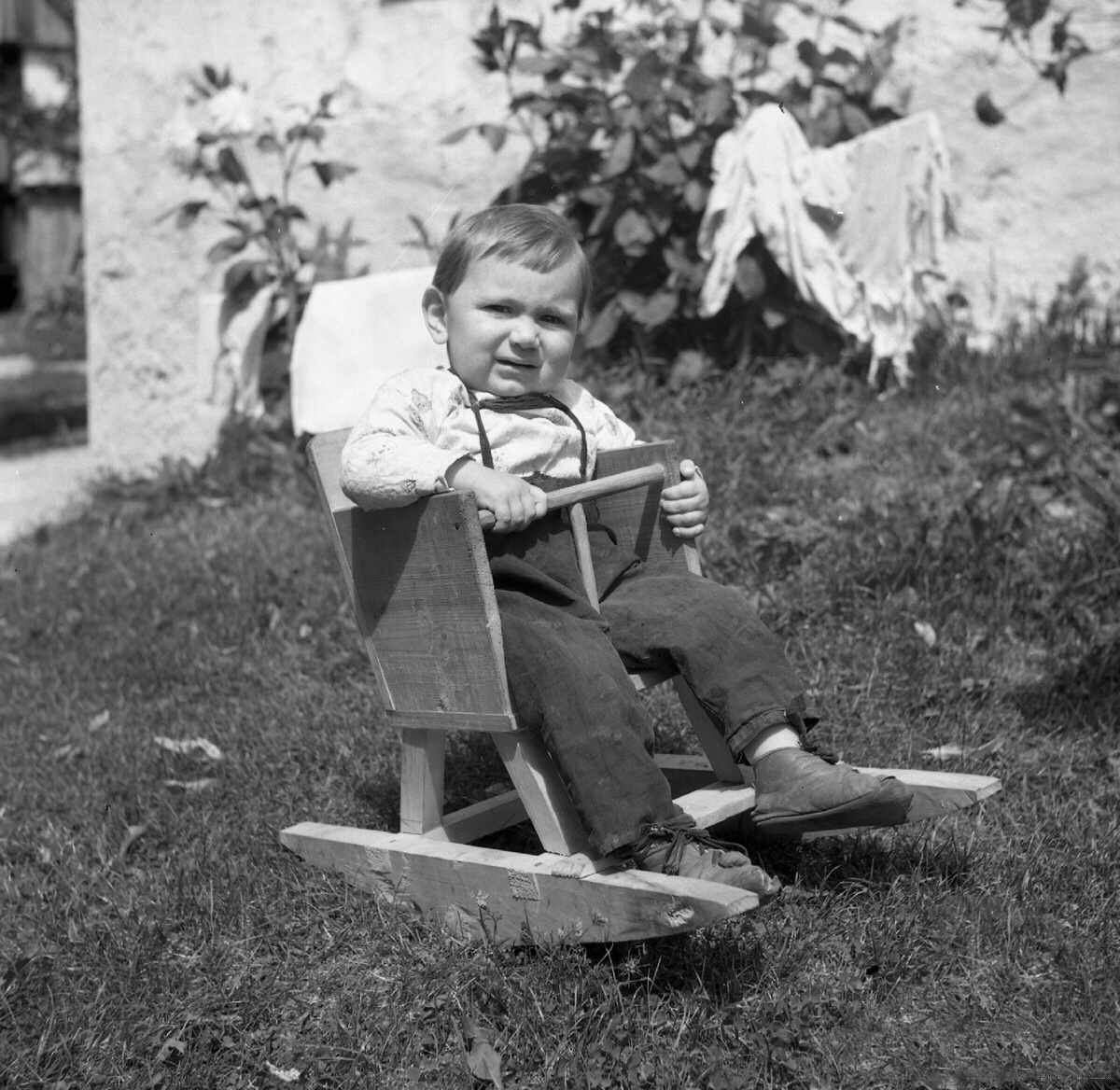
曲線を持つ板が付く椅子

| - プラットフォーム・ロッカー - 曲線を持つ板が付く椅子 |

## 歴史

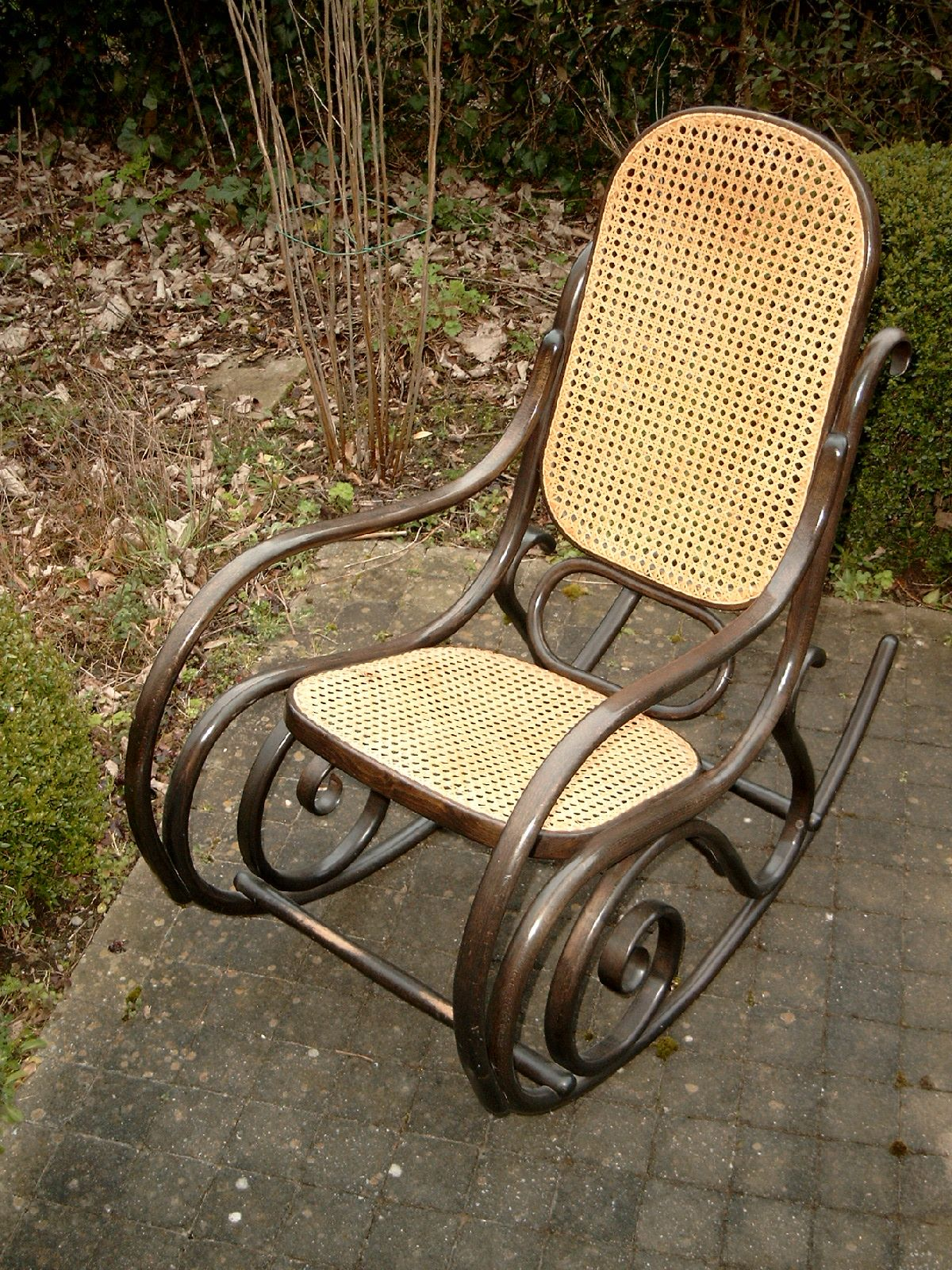
トーネット社のロッキングチェア

ロッキングチェアの発明者は不明だが、18世紀初頭には北アメリカのイギリス植民地で使用されていたとみられる。もとは庭などで使うもので、普通の椅子の底に、カーブした板をとりつけて揺れるようにしたものであった。イングランドへの紹介は1725年ごろのことであり、やはり庭で使うための椅子であった。ウィンザー城の近くで製造されるウィンザー・ロッカー（Windsor rockers）という椅子の登場も18世紀初頭のことである。これも含めたウィンザーチェアは、背もたれ部分は大きく上に半円形を描いて膨らんでおり、鳥かごや櫛のような細い支柱を密集させたスタイルで一世を風靡した。ウィッカー・ロッキングチェア（wicker rocking chair）というスタイルのロッキングチェアも18世紀の北アメリカで盛んに製造された。
普通の脚4本の椅子とさして変わらない外見だったロッキングチェアは、木材を蒸して曲げて円形やアーチ状にするという曲木技術を開発して、大きな家具会社を作り上げたドイツの職人・ミヒャエル・トーネット（Michael Thonet）によりその姿を変える。1860年、トーネット社は曲木を利用した優美な曲線状のロッキングチェアを発売した。これは、肘掛けや椅子の前脚・後脚が曲線を描いてそのまま床面に接するアーチ状の部分へと続いてゆくもので、従来のロッキングチェアの概念を変え、しかも軽量であった。
トーネット社は多数のデザインを20世紀初頭にかけて開発したほか、世界中にその模倣者が現れた。またアール・ヌーヴォーやアール・デコといったデザイン運動の影響を受けて斬新なロッキングチェアも登場する。

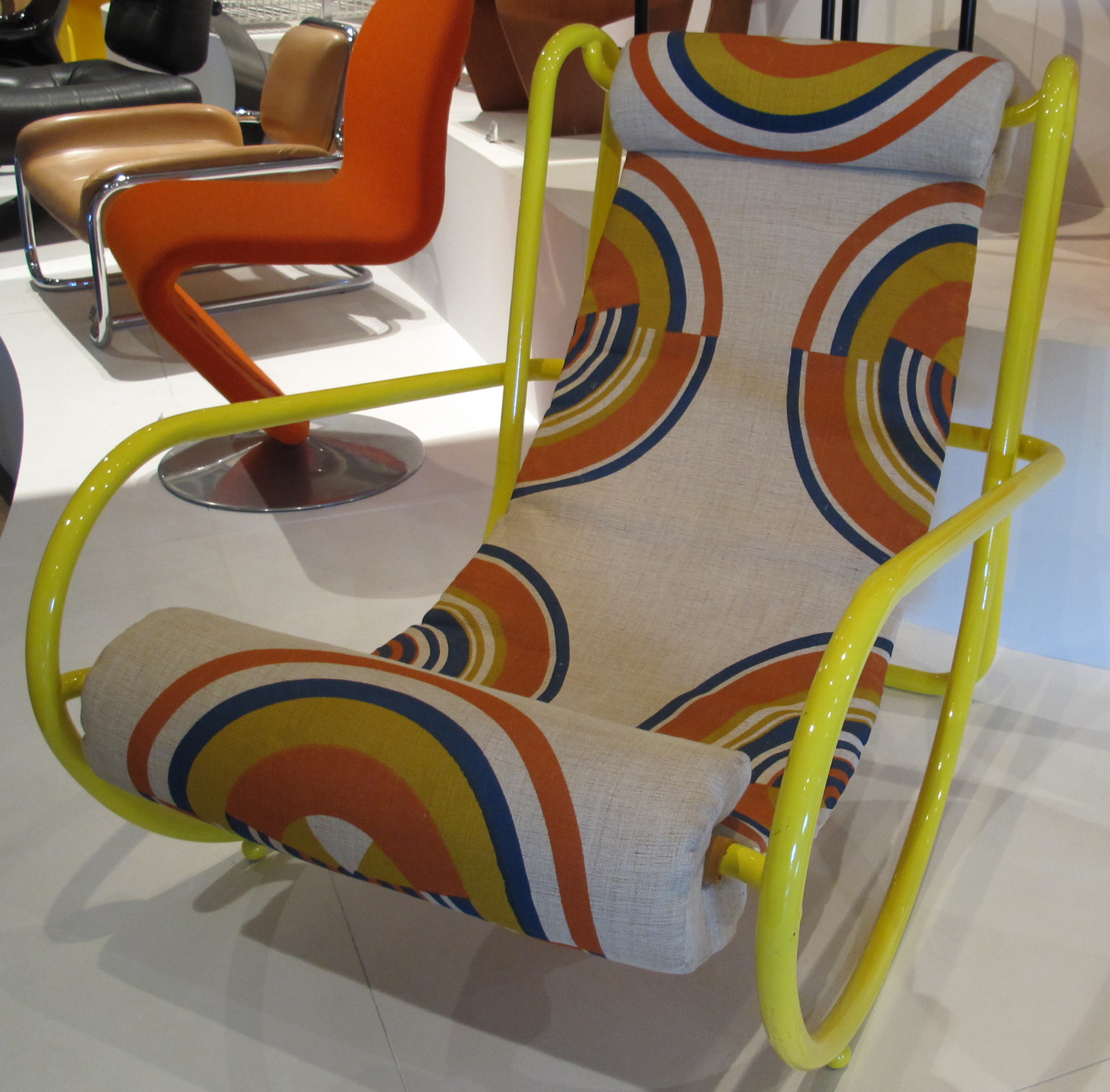
ガエ・アウレンティのデザインした『Sedia da giardino』（1964年）
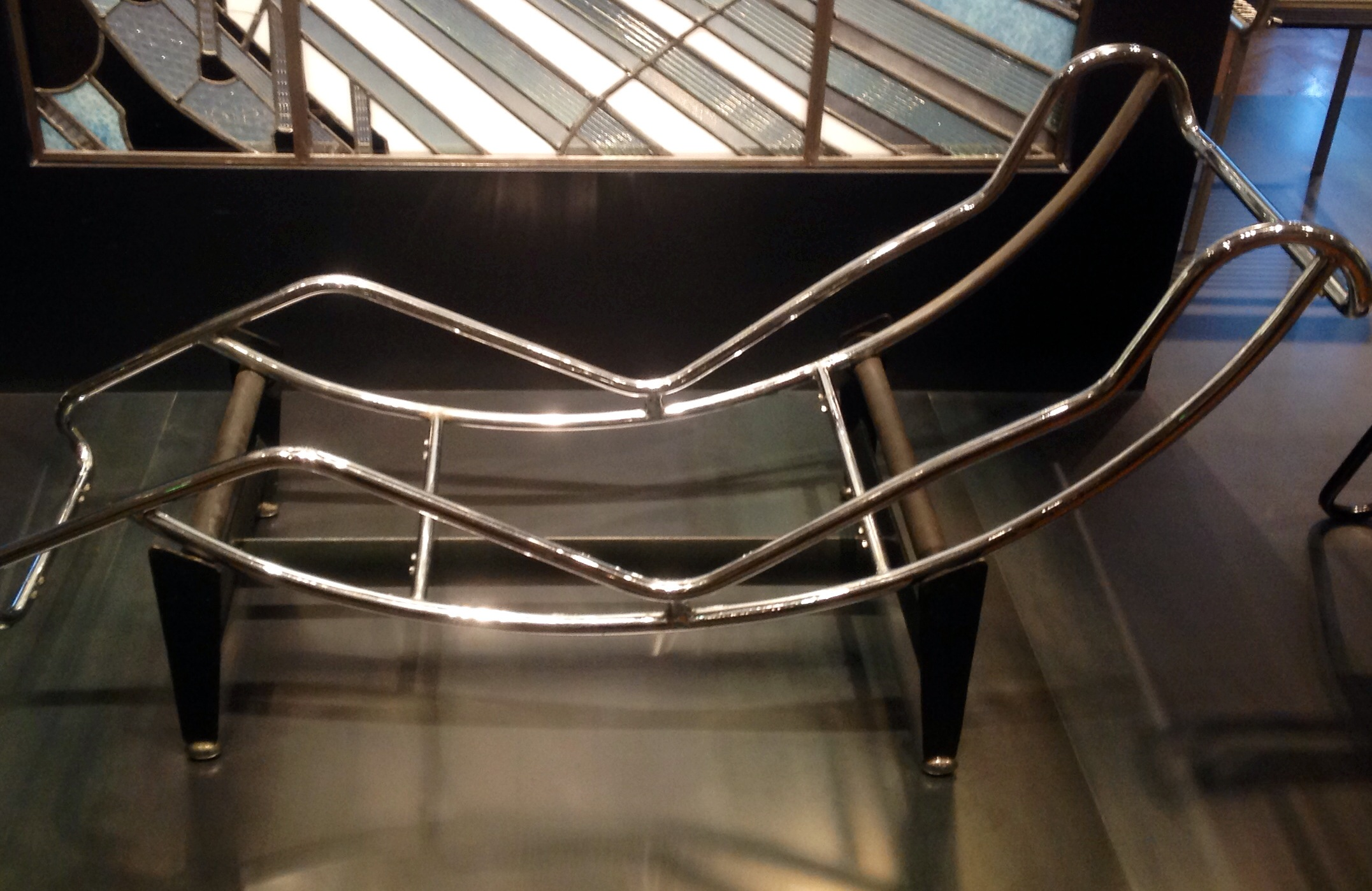
ル・コルビュジエのデザインしたLC-4チェアのフレーム。土台から外せばロッキングチェアとしても使える

1920年代には折り畳み式のロッキングチェアも現れ、庭で持ち運んだり旅行先に持ってゆくためのものとして人気を博した。その他、ル・コルビュジエ、チャールズ・イームズ&レイ・イームズ、ガエ・アウレンティなど多数の建築家や家具デザイナーが、金属柱、合板、プラスチック板などさまざまな素材の形状を生かしたロッキングチェアをデザインしている。